# Matija Čop
Pour les articles homonymes, voir Čop.
Matija Čop (26 janvier 1797 – 6 juillet 1835), aussi connu en langue allemande sous le nom de Matthias Tschop, est un linguiste carniolien, un critique et un historien littéraire. Il influença notablement la culture slovène et est ainsi considéré comme un des précurseurs du développement de l’identité nationale slovène.

## Biographie
Matija Čop est né dans la localité de Žirovnica dans la région de Haute-Carniole. Appartenant actuellement à la Slovénie, la région appartenait à l’époque à l’empire d’Autriche-Hongrie de la famille des Habsbourg. Il fut envoyé à Ljubljana pour suivre ses études primaires et secondaires. Il étudia ainsi la philosophie dans un lycée de la ville avant de continuer son cursus à Vienne durant trois années. En 1817, il étudia à un séminaire de prêtes jusque 1820 avant de devenir enseignant dans une école secondaire de Rijeka. En 1822, il partit enseigner dans un lycée situé dans la ville de Lvov avant de devenir assistant d’un professeur de l’université de la ville. 
En 1827, il revint à Ljubljana où il travailla de nouveau comme enseignant d’une école secondaire. En 1828, il accepte de travailler dans la bibliothèque du lycée de la ville et ce à plein temps dès 1831. Il devint un proche ami du célèbre poète slovène France Prešeren. En 1835, âgé de 38 ans, Čop  se noie alors qu’il se baigne dans la rivière Save. Prešeren lui dédia un de ses plus importants poèmes Krst pri Savici (« Baptême dans la Savica ») .

## Influence
Bien que n’ayant pas publié beaucoup d’œuvres, Čop eut une très grosse influence sur le développement de la culture slovène. Il influença par exemple le linguiste Jernej Kopitar et le poète Stanko Vraz. Čop croyait dans la possibilité du développement d’une culture nationale slovène alors qu’à l’époque la région n’était qu’une des parties de l’empire d'Autriche à tendance culturelle germanique. On le lie ainsi à un précurseur du mouvement d’identité national slovène. Ses connaissances permirent d’aider son ami et poète France Prešeren qui sera à l’origine des paroles reprises plus tard dans l’hymne national slovène.
Čop est généralement considéré comme un des plus importants intellectuels slovènes du XIXe siècle. Plusieurs rues, écoles et institutions portent son nom en Slovénie. À Ljubljana, la Čopova ulica, une importante voie piétonne du centre-ville, accueille de nombreux commerces.

## Sources
- Fedora Ferluga Petronio, Jernej Kopitar - Matija Čop (Ljubljana: Filozofska fakulteta, 1996).
- Janko Kos, Matija Čop (Ljubljana: Partizanska knjiga, 1979).